# Blacula
Blacula este un film de groază american din 1972 regizat de William Crain după un scenariu de Raymond Koenig și Joan Torres. Este produs de  Samuel Z. Arkoff și Joseph T. Naar pentru American International Pictures. Rolurile principale au fost interpretate de actorii William Marshall, Vonetta McGee, Denise Nicholas și Gordon Pinsent.

## Distribuție
- William Marshall ca Mamuwalde / Blacula
- Vonetta McGee ca Luva / Tina
- Denise Nicholas ca Michelle
- Gordon Pinsent ca Lt. Peters
- Charles Macaulay - Contele Dracula
- Thalmus Rasulala ca Dr. Gordon Thomas
- Emily Yancy ca Nancy
- Ted Harris ca Bobby McCoy
- Rick Metzler ca Billy Schaffer